# Келлігер (Міннесота)
Келлігер (англ. Kelliher) — місто (англ. city) в США, в окрузі Белтремі штату Міннесота. Населення — 258 осіб (2020).

## Географія
Келлігер розташований за координатами 47°56′37″ пн. ш. 94°26′39″ зх. д. / 47.94361° пн. ш. 94.44417° зх. д. (47.943703, -94.444107).  За даними Бюро перепису населення США в 2010 році місто мало площу 5,54 км², з яких 5,38 км² — суходіл та 0,16 км² — водойми. В 2017 році площа становила 5,86 км², з яких 5,70 км² — суходіл та 0,16 км² — водойми.

## Демографія
Згідно з переписом 2010 року, у місті мешкали 262 особи в 122 домогосподарствах у складі 67 родин. Густота населення становила 47 осіб/км².  Було 194 помешкання (35/км²).
Расовий склад населення:
| - 92,7 % — білих - 5,3 % — корінних американців - 0,4 % — азіатів - 1,1 % — осіб інших рас |

До двох чи більше рас належало 0,4 %. Частка іспаномовних становила 1,9 % від усіх жителів.
За віковим діапазоном населення розподілялося таким чином: 23,7 % — особи молодші 18 років, 53,4 % — особи у віці 18—64 років, 22,9 % — особи у віці 65 років та старші. Медіана віку мешканця становила 46,3 року. На 100 осіб жіночої статі у місті припадало 94,1 чоловіків;  на 100 жінок у віці від 18 років та старших — 92,3 чоловіків також старших 18 років.
Середній дохід на одне домашнє господарство  становив 48 750 доларів США (медіана — 39 432), а середній дохід на одну сім'ю — 62 932 долари (медіана — 59 000). Медіана доходів становила 51 250 доларів для чоловіків та 28 438 доларів для жінок. За межею бідності перебувало 22,4 % осіб, у тому числі 22,2 % дітей у віці до 18 років та 16,0 % осіб у віці 65 років та старших.
Цивільне працевлаштоване населення становило 139 осіб. Основні галузі зайнятості: освіта, охорона здоров'я та соціальна допомога — 27,3 %, роздрібна торгівля — 16,5 %, транспорт — 9,4 %, фінанси, страхування та нерухомість — 9,4 %.

## Пам'ятки
- Парк під назвою Меморіальний парк Поля Баньяна, де є поховання, на якому написано, що Поль Баньян похований тут.